# 巴西利卡

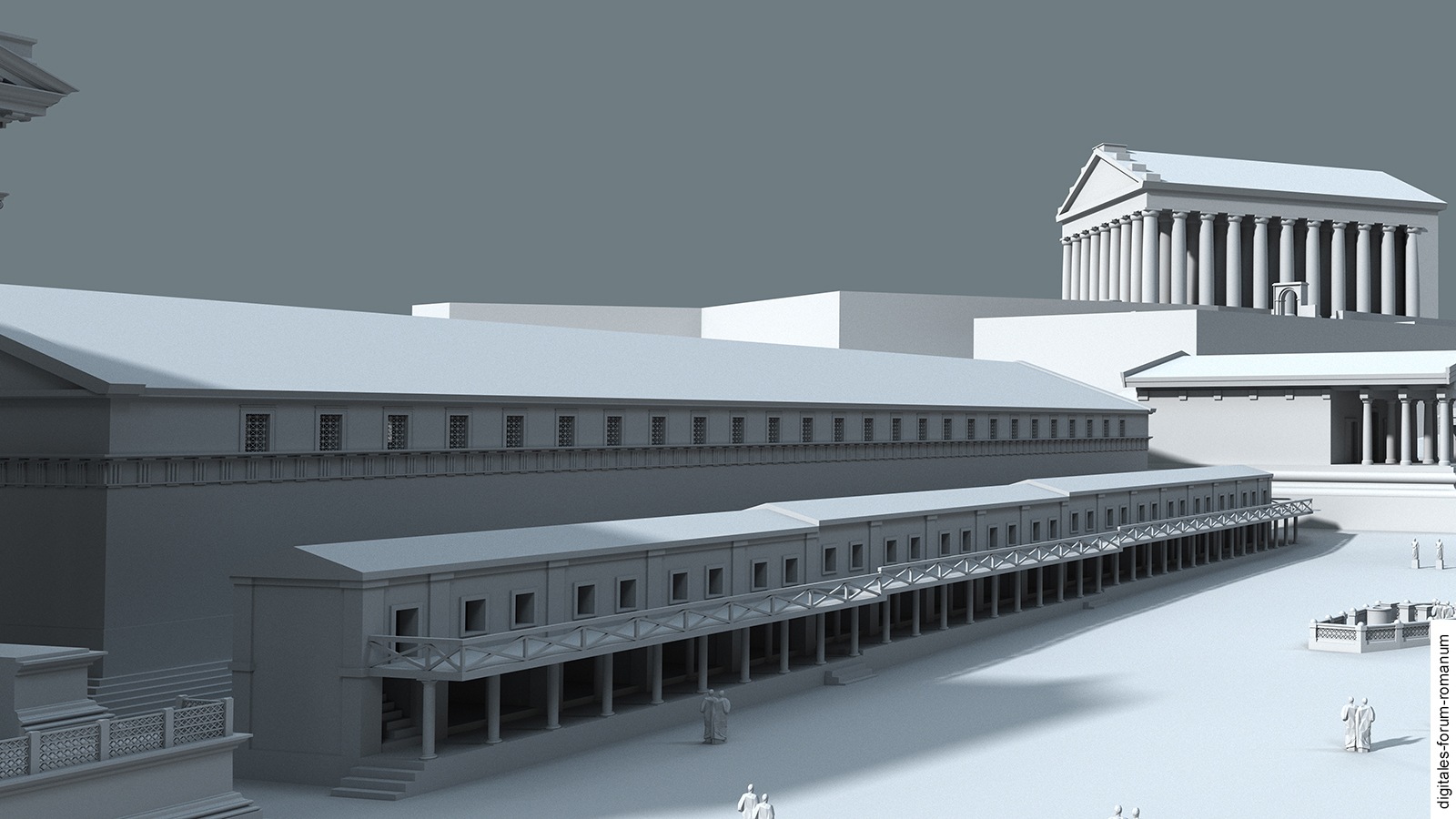
公元前2世紀聖普羅尼亞大教堂的數位重建，位於古羅馬廣場

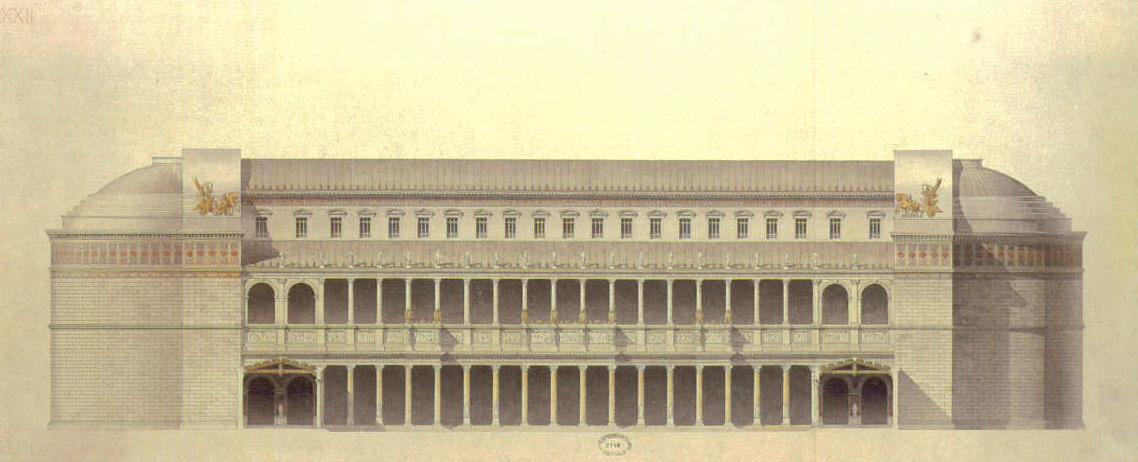
19世紀對於公元2世紀乌尔比亚巴西利卡的想像重建圖，是羅馬圖拉真廣場的一部分

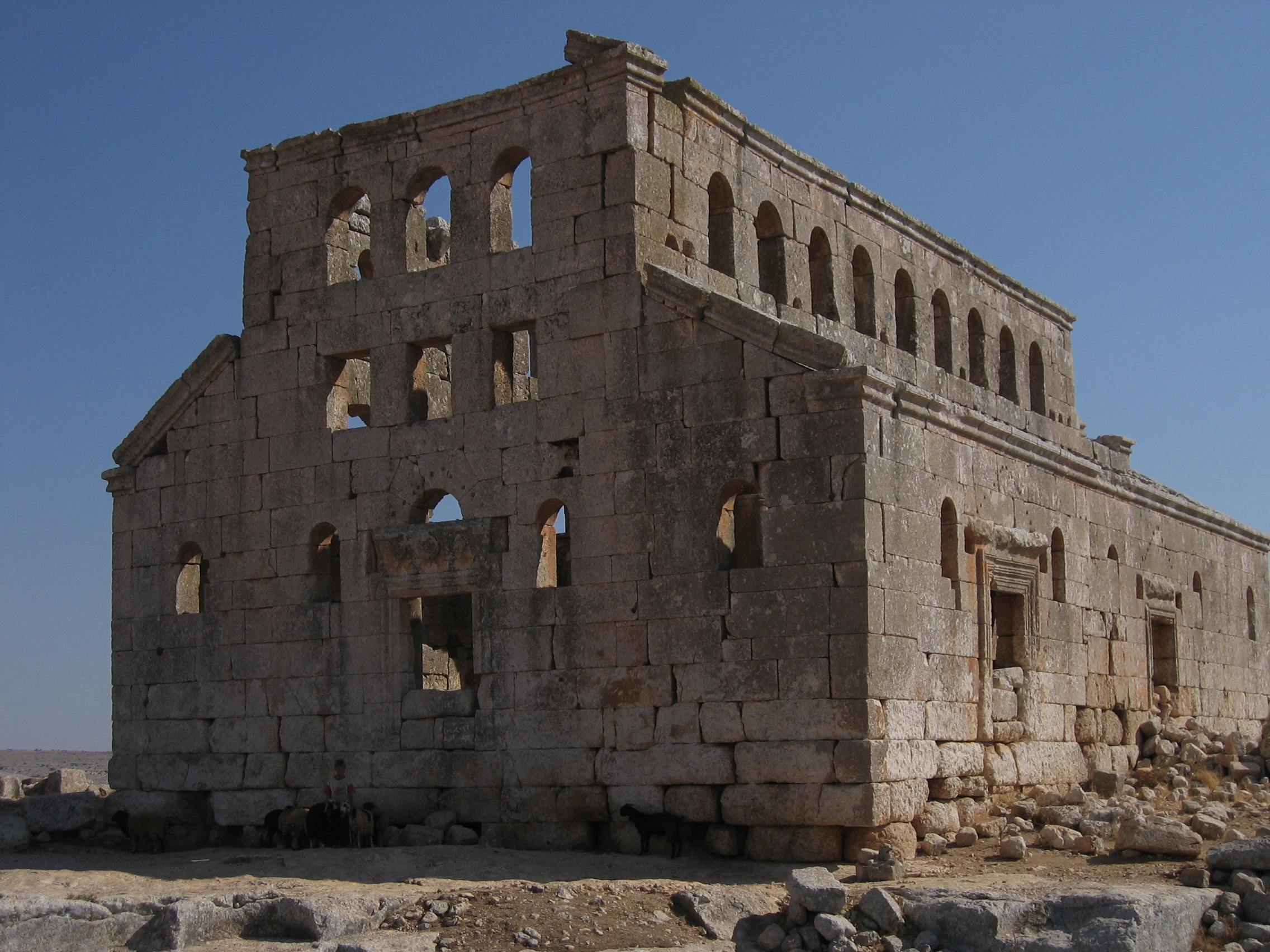
位於敘利亞穆沙巴克的公元5世紀晚期大教堂遺址

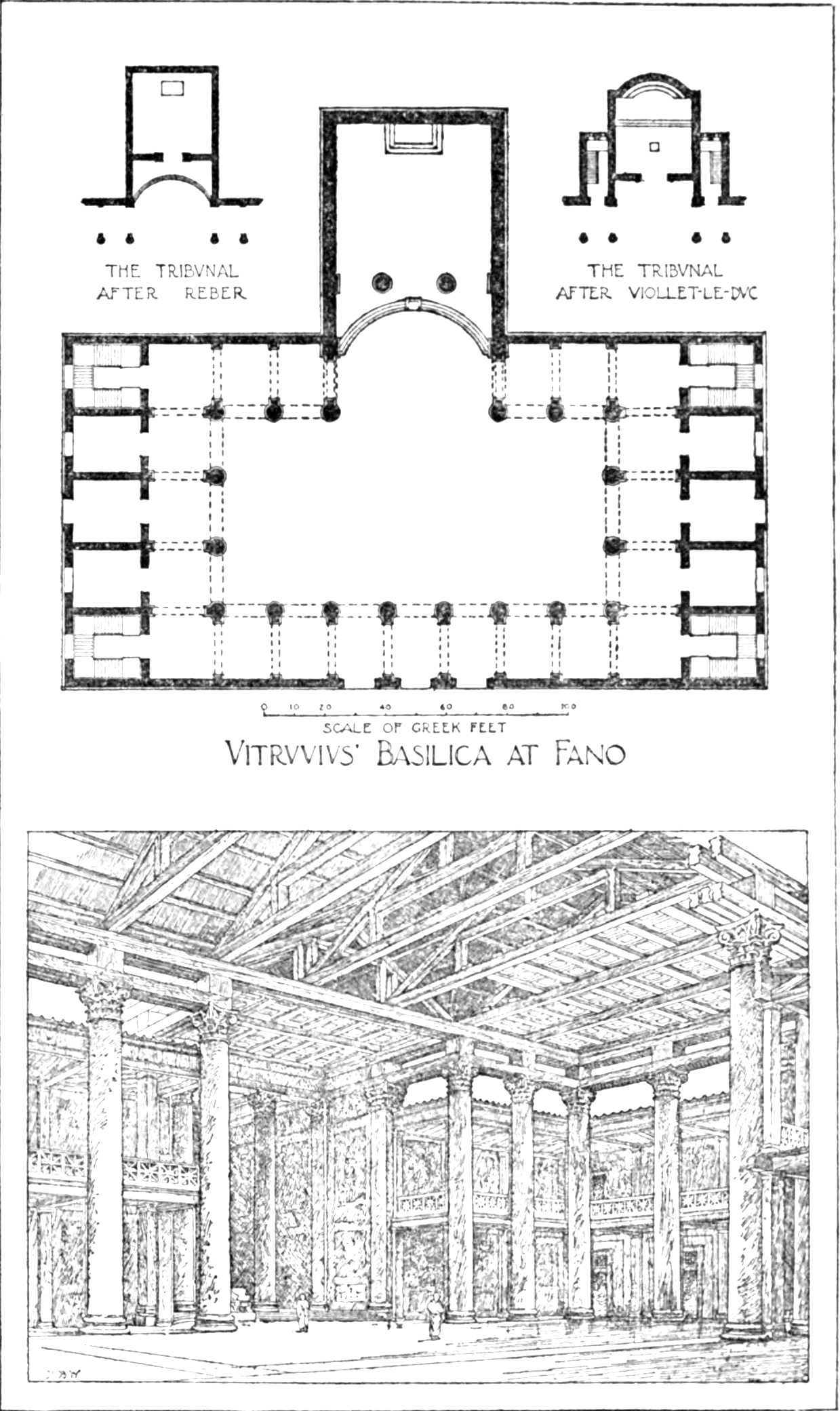
根據建築師維特魯威的法諾大教堂重建圖

巴西利卡是古罗马的一种公共建筑形式，其特点是平面呈长方形，外侧有一圈柱廊，主入口在长边，短边有耳室，采用条形拱券作屋顶。后来的教堂建筑即源于巴西利卡，但是主入口改在了短边。
巴西利卡这个词来源于希腊语，原意是“王者之厅”的意思，拉丁语的全名是。本来是大都市里作为法庭或者大商场的豪华建筑。
随着历史的变迁，巴西利卡这个词的意义也发生了变化。基督教沿用了古罗马巴西利卡的建筑布局来建造教堂，尤其罗马风时代的大多数教堂是以巴西利卡格局設計。今天在天主教會中，有特殊地位的教堂被賦予「宗座聖殿」的頭銜；而在西方世界語言、或受拉丁文字影響的語言中，宗座聖殿即與「巴西利卡」同字，不论其建筑风格和结构。

## 建筑形式

### 古代建筑形式
在古希腊的雅典巴西利卡是君主或者最高贵族执政官办公的建筑的称呼，而不是一个建筑结构的名称。作为建筑结构希腊的巴西利卡也是罗马人引入的。
罗马市裡最老的巴西利卡是前185年老加图在羅馬廣場上造的。在羅馬廣場上及其周围还有一些其它后来造的巴西利卡。尤其豪华的有雷必达在广场北边造的艾米利亞巴西利卡，和由恺撒开建，屋大维完工的位于帕拉丁山上的朱里亚巴西利卡。罗马最庞大的巴西利卡之一是由马克森提乌斯开建，君士坦丁一世完工的马克森提乌斯和君士坦丁巴西利卡，它的一个侧壁的残墟今天依然树立在罗马市场上。
在古罗马的其它城市里也有巴西利卡。龐貝城的废墟里有三座中等大小的巴西利卡并列于中心广场的窄边上。维特鲁威描写了一座他在法诺造的巴西利卡。
加图的巴西利卡是一座立方体建筑，它有两个窄边，其中一个窄边朝罗马市场，是建筑物的正面，前面有一个平顶的门廊。另一个窄边是一个半圆，或者附带有一个半圆形龛。中央大厅的四周有立柱环绕。
后来的巴西利卡保持了加图巴西利卡的内厅结构，但是在其周围添加了许多附加物。比如朱里亚巴西利卡的外面由一道立柱长廊围绕。而庞培城和维特鲁威的正面则是在宽边，而且没有加图巴西利卡的半圆形龛。
最出格的是马克森提乌斯的巴西利卡，它有一个拱顶，在窄边和宽边各有一个半圆形龛。
与此同时期建造的特里尔的康斯坦丁巴西利卡使用两行窗来为内部照明。今天特里尔的巴西利卡是1846年按照罗马时代的原型重造的。
共和国时期的巴西利卡后来对帝国时期的私宅建筑也有影响。由于当时的要人有许多追随者和请求人他们在他们的私宅需要很多办公房。这样的带廊柱的私人巴西利卡从其结构上依然遵从罗马私宅的结构。

### 基督教教堂建筑形式
最初基督徒在他们私人的家里做礼拜聚会。但是基督教被定为罗马帝国的国教后巴西利卡成为教堂的主要建筑形式。早期的基督教堂几乎全部是参照巴西利卡的建筑方式建造的，本来放有法官或者皇帝的宝座的半圆形龛成为供圣坛的位置。原来巴西利卡的结构被保留：一座长的大厅被立柱分为三个部分。中间的中厅最宽，也最高，其终端是供奉圣坛的半圆形龛。两侧的侧廊则比较低和比较窄。

十字巴西利卡的布局

通过垂直于原巴西利卡的长轴添置一个横廊一个巴西利卡就演变成十字巴西利卡了。十字巴西利卡的地基是一个十字形，其横廊的高度与宽度与中厅一样。一开始这个建造方法可能不是出于其地基的形状的意义产生的，而是为了使得在做神事的时候在圣坛附近有更多的活动地方。从美观的角度来说这个横廊加阔了圣坛的空间，加强圣地的感觉。
在横廊与中厅交叉的地方树立着两根特别粗的立柱，这两根立柱同时标志着中厅和侧廊的结束。中厅与横廊交叉的房顶由两个互相交叉的巨大的拱中厅与横廊交叉的房顶由两个互相交叉的巨大的拱弧支持。这两个拱弧被叫做凯旋门，来代表耶稣战胜死亡和圣坛的胜利。在许多哥特式的教堂中在这里还有一道圣坛屏来标志普通人不可踏入的，只有神职人员可以进入的部分。在一些宗教仪式改革的过程中在有些教堂中这个圣坛屏又被拆除了。
有些特别大的十字巴西利卡不但有两个侧廊，而且在这两个侧廊外还有两个侧廊，因此一共有五个厅。最外边的侧廊最窄最低，中厅最高最宽。
这些教堂的内部往往铺有非常豪华的鑲嵌畫，但是外部却非常简朴，只有巨大的窗打破了它们的阴森的感觉。后期的巴西利卡在墙上也铺有鑲嵌畫，而正门则饰有一个门廊。
一般在教堂前（至少在所有的大殿前）有一个前院或者前廊。在这个前庭的中央有一个水泉用来洗手，来代表对灵魂的洁净。这个传统来自基督教早期基督徒还在家里做神事的时候，在受圣餐前洗手。
从中世纪早期开始参照聖伯多祿大殿的前例在主圣坛的高台下往往有一个小堂，这样信徒可以直接看死去的圣人的墓。随教堂的不同这个小堂（地下墓室）的结构非常不同，从简单的地窖到豪华的地宫各式各样。

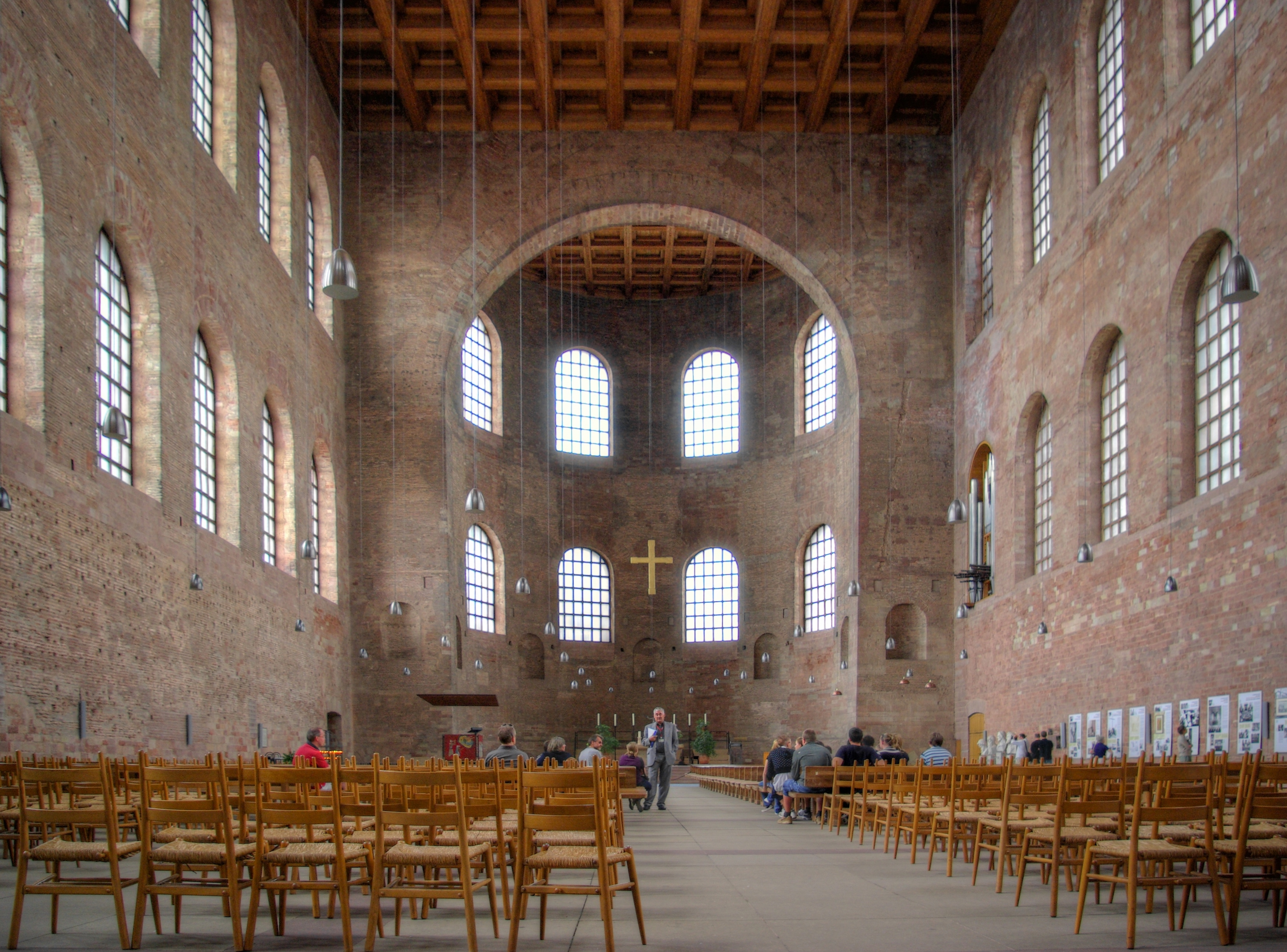
罗马巴西利卡的内部：特里尔的巴西利卡

罗马市里的典型的巴西利卡有拉特朗聖若望大殿、圣母大殿、圣伯多祿鎖鏈堂等。
在艺术史和建筑史中巴西利卡这个词仅指按照早期教堂建筑设立的教堂建筑。其中中厅必须高出侧廊，在侧廊的顶部和中厅的顶部之间还要有一段直立的带有明窗的墙。没有明窗的教堂被称为“假巴西利卡”。除一般的只有一个厅的教堂和中厅与侧廊一样高的教堂外巴西利卡是欧洲直到15世纪（在阿尔卑斯山脉以北直到16世纪）最常见的教堂建筑格式。
文艺复兴时期和巴洛克时期的教堂的内部结构是横向的，在这个时期里很少有人造巴西利卡了。尤其在意大利、法国、西班牙等拉丁语族国家里这个建筑方式非常流行。这个建筑方式实际上是从马克森提乌斯的巴西利卡开始的。这里也可以看出巴西利卡这个词的多种含义。在罗马帝国时代这个词还是“王者之厅”的意思，不一定是一个建筑格式的名称，而在中世纪它是一种建筑格式的名称。文艺复兴和巴洛克的巴西利卡一般是在过去真正的巴西利卡的基础上改造的。
一直到19世纪复古和浪漫运动巴西利卡才重新开始起头。但是出于概念上的混淆实际上许多不应该算作巴西利卡的建筑也被称为巴西利卡了。

## 天主教会宗座圣殿

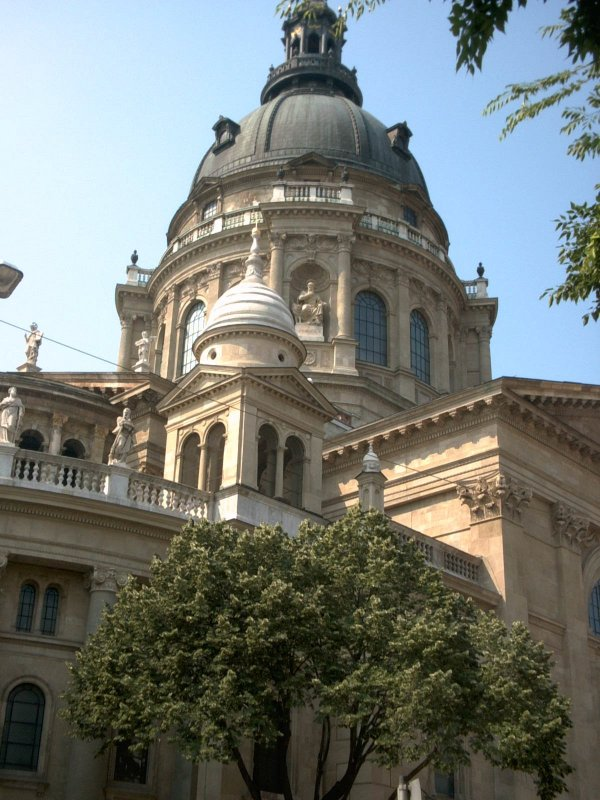
聖斯德望圣殿，布达佩斯

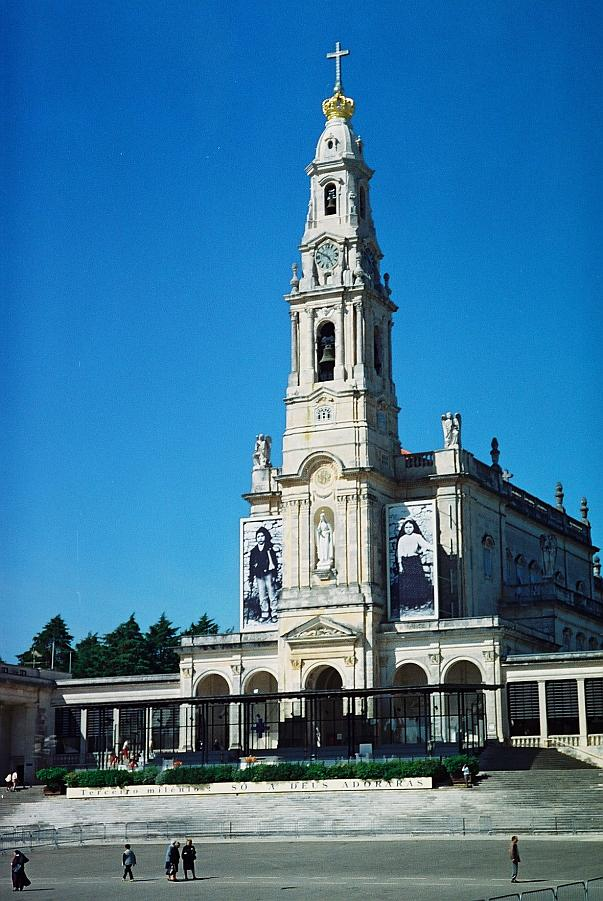
花地瑪圣殿，花地瑪

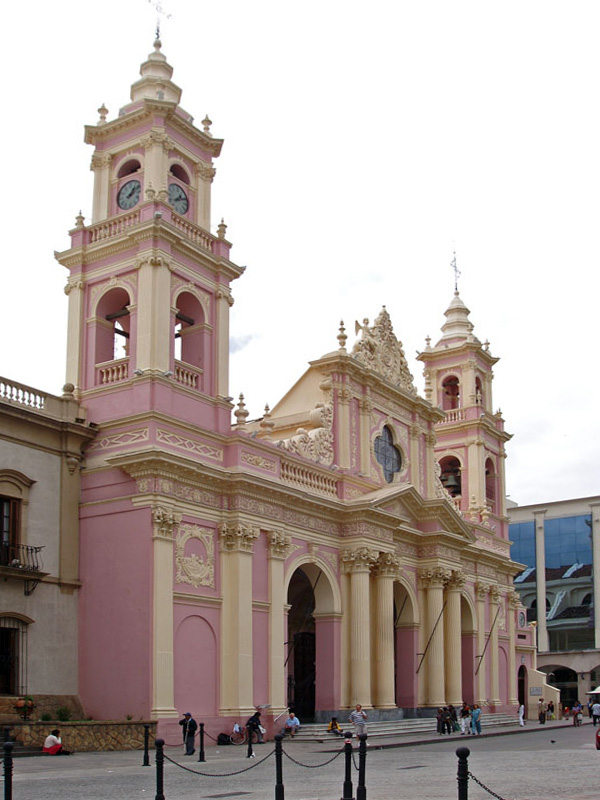
阿根廷薩爾塔宗座聖殿

在天主教的用詞中，「巴西利卡」是授予拥有特殊地位的聖堂的称号，中文稱為「宗座聖殿」，在華人天主教會內通常簡稱為「聖殿」。这与这些聖堂的实际建筑格式无关。其中位于罗马市内的四座聖堂，被授予特级宗座聖殿（Basilica Maggiore；又稱為「大殿」）的称号，这四座聖殿是拉特朗聖若望大殿、聖伯多祿大殿、城外聖保祿大殿和聖母大殿。其他宗座聖殿爲乙级宗座聖殿（Basilica Minor）。
早期供基督教活动所建的巴西利卡是主教的主教座堂巴西利卡，以半公共的世俗巴西利卡为模型，且其规模和重要性的提升标志着世俗权力在5世纪逐渐转移到主教手中。巴西利卡在此意义上被分成不同等级——特级和乙级，其他三个宗主教的以及教宗的若干乙级宗座圣殿分布在意大利，而1,400个以上的乙级宗座圣殿分布在世界各大洲。

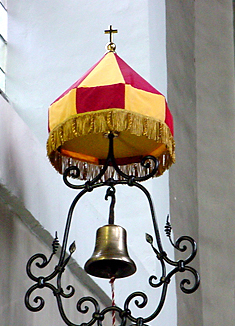
宗座铃和宗座华盖，一项给予宗座圣殿的特权

截至2008年底，全世界共有1,520座宗座圣殿，其中大部分分布在欧洲，特别是在意大利。以下国家拥有10座以上宗座圣殿：意大利（531）、法国（167）、波兰（104）、西班牙（101）、德国（69）、美国（62）、巴西（50）、阿根廷（43）、奥地利（29）、墨西哥（27）、比利时（26）、哥伦比亚（25）、加拿大（21），荷兰（20）、印度（15）、捷克共和国（14）、委内瑞拉（14）、匈牙利（13），秘鲁（12），菲律宾（12），厄瓜多尔（11）、瑞士（11）。
特权（privilege）与宗座圣殿的地位紧密相连，由宗座简函（papal brief）授予，包括对其他教堂的特定优先权，宗座华盖與宗座铃的使用（慶典游行中被并排於前方）以及大礼服（cappa magna，由咏礼司铎或参议会世俗成员在進行时辰颂祷礼時穿着)。
作为教宗宗座圣殿的特級宗座聖殿，拥有教宗主教宝座（Trono）和教宗祭坛，无教宗的允许谁也不能进行弥撒。
无数的宗座圣殿都是引人注目的聖地，经常受到朝聖，特别是那些建在殉道者墓地（Confessio)之上的圣殿。

### 特级或教宗宗座圣殿

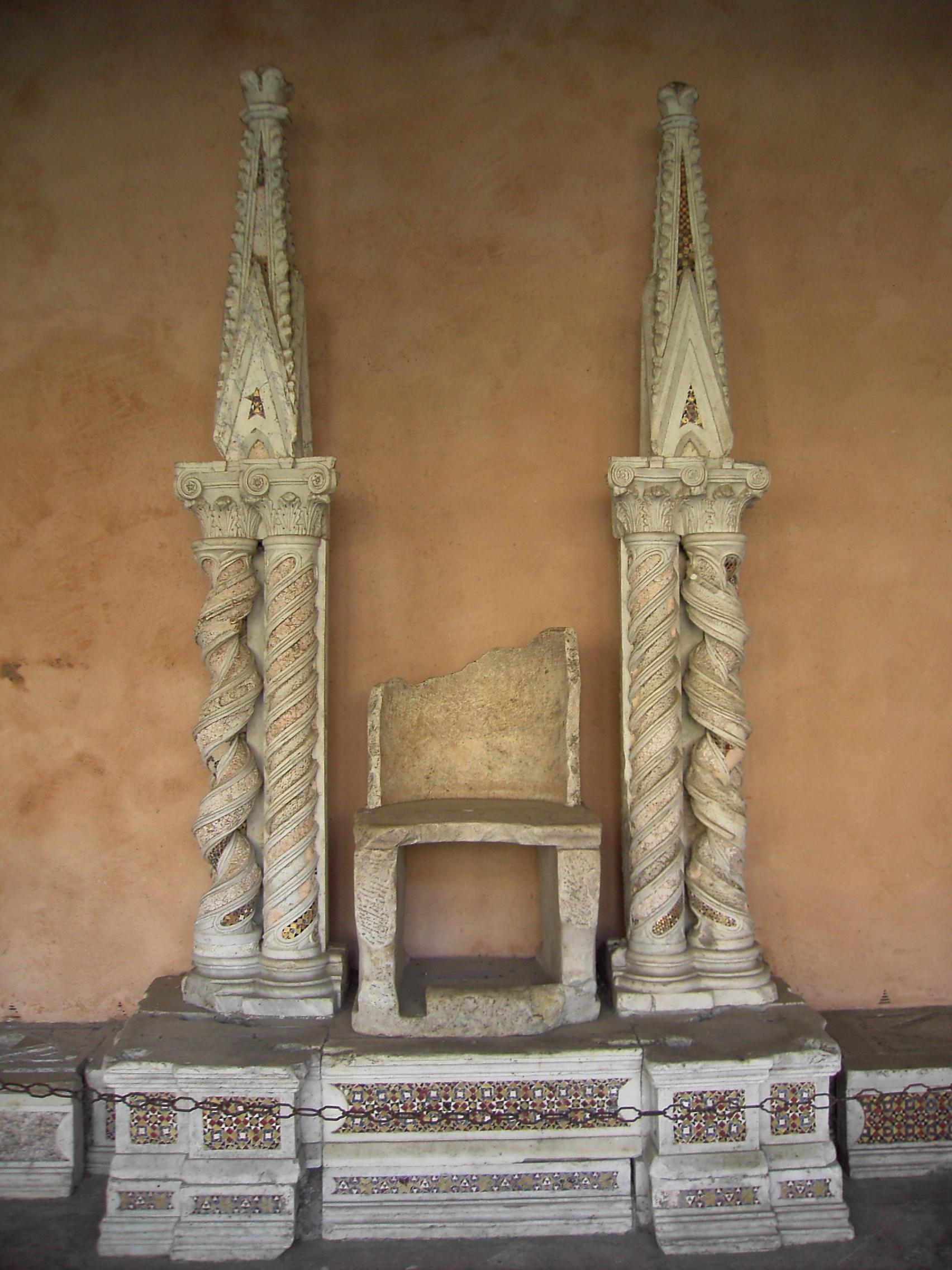
一个普通的教宗主教座位，在罗马拉特朗聖若望大殿的教会禁地。

该级别仅包含四座位于罗马的教宗教堂。它们的特殊之处是均拥有圣门，它们的开启标志着圣年的来临。当放弃了西方宗主教头衔后，教宗本笃十六世将这些宗座圣殿由「宗主教宗座圣殿」更名为「教宗宗座圣殿」。
这四座特级宗座圣殿是：
- 拉特朗圣若望大殿

简称拉特朗大殿，是罗马主教暨教宗的主教座堂。这是唯一一个称为“总宗座圣殿”(Arcibasilica)的教堂。其完整的正式名称是“拉特朗圣若望教宗宗座圣殿”、“拉特朗的至圣救主、聖若翰洗者圣史若望总宗座圣殿”和“罗马主教座堂”。
- 圣伯多禄大殿

亦称梵蒂冈大殿，是一个重要的朝圣地，建于圣伯多禄的墓地上。可能是世界上最大的教堂。它被用于教宗参加的大部分主要宗教庆典中。其正式名称是“梵蒂冈的圣伯多禄教宗宗座圣殿”。
- 城外圣保禄大殿

亦称为“奥斯提亚大殿”，因其位于通向奥斯提亚的路上。它建在圣保禄的墓地上。其正式名称是“城外圣保禄教宗宗座圣殿”。
- 圣母大殿

亦称为立柏大殿，因其最初的建筑（并非现在这个）是由教宗立柏兴建，是罗马献给受福童贞玛利亚的教堂中最大的一座，此即其名称「Santa Maria Maggiore」（即更大的）的来源。其正式名称是“大圣母教宗宗座圣殿”。
此四个教宗或特级宗座圣殿过去被称为「宗主教宗座圣殿」。它们与乙级宗座圣殿城外圣老楞佐圣殿一起被称为基督教五座古宗主教主教座堂（见五大牧首）。此即拉特朗大殿与罗马相联系，圣伯多禄大殿与君士坦丁堡，圣保禄大殿与亞歷山大，圣母大殿与安条克，圣老楞佐圣殿与耶路撒冷。

### 其他宗座圣殿
意大利有四座宗座圣殿：
- 龐貝玫瑰聖母聖殿
- 巴里聖尼各老聖殿
- 帕多瓦圣安多尼圣殿
- 洛雷托聖家聖殿

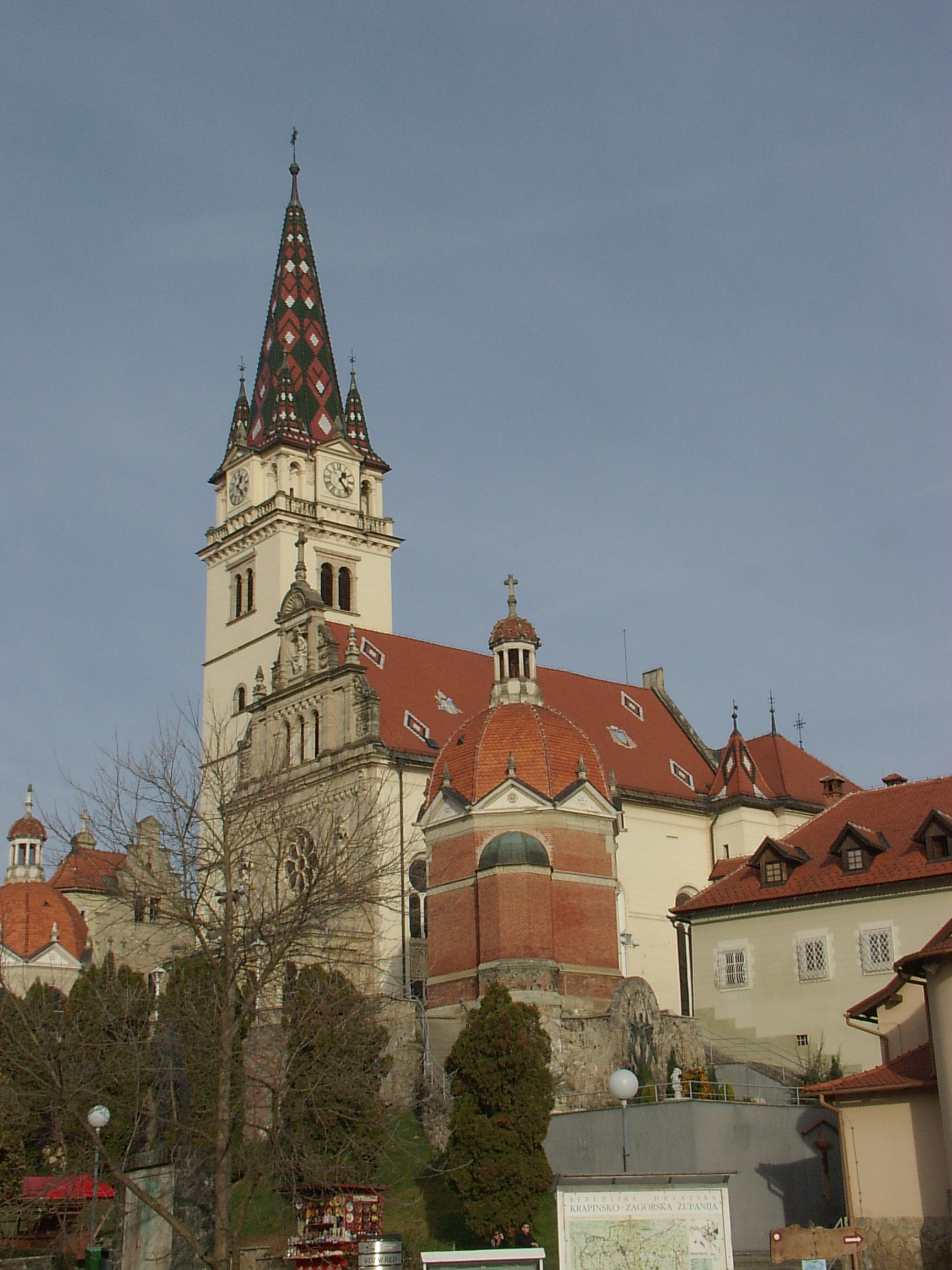
克罗地亚玛里加比斯特里卡（Marija Bistrica）的宗座圣殿

「Patriarcale」（宗主教的）这一头衔被正式授予两座与阿西西的圣方济各有关且坐落在或靠近其家乡的教堂：
- 阿西西的圣方济各宗主教圣殿
- 宝尊堂天使之后宗主教圣殿

「Patriarcale」这一头衔还被应用于和拥有宗主教头衔的主教相关联的宗座圣殿，如位于威尼斯的圣马尔谷宗主教圣殿主教座堂以及阿奎莱亚圣母升天宗主教圣殿主教座堂，阿奎萊亞及其考古区是世界遗产。

### 其他乙级宗座圣殿

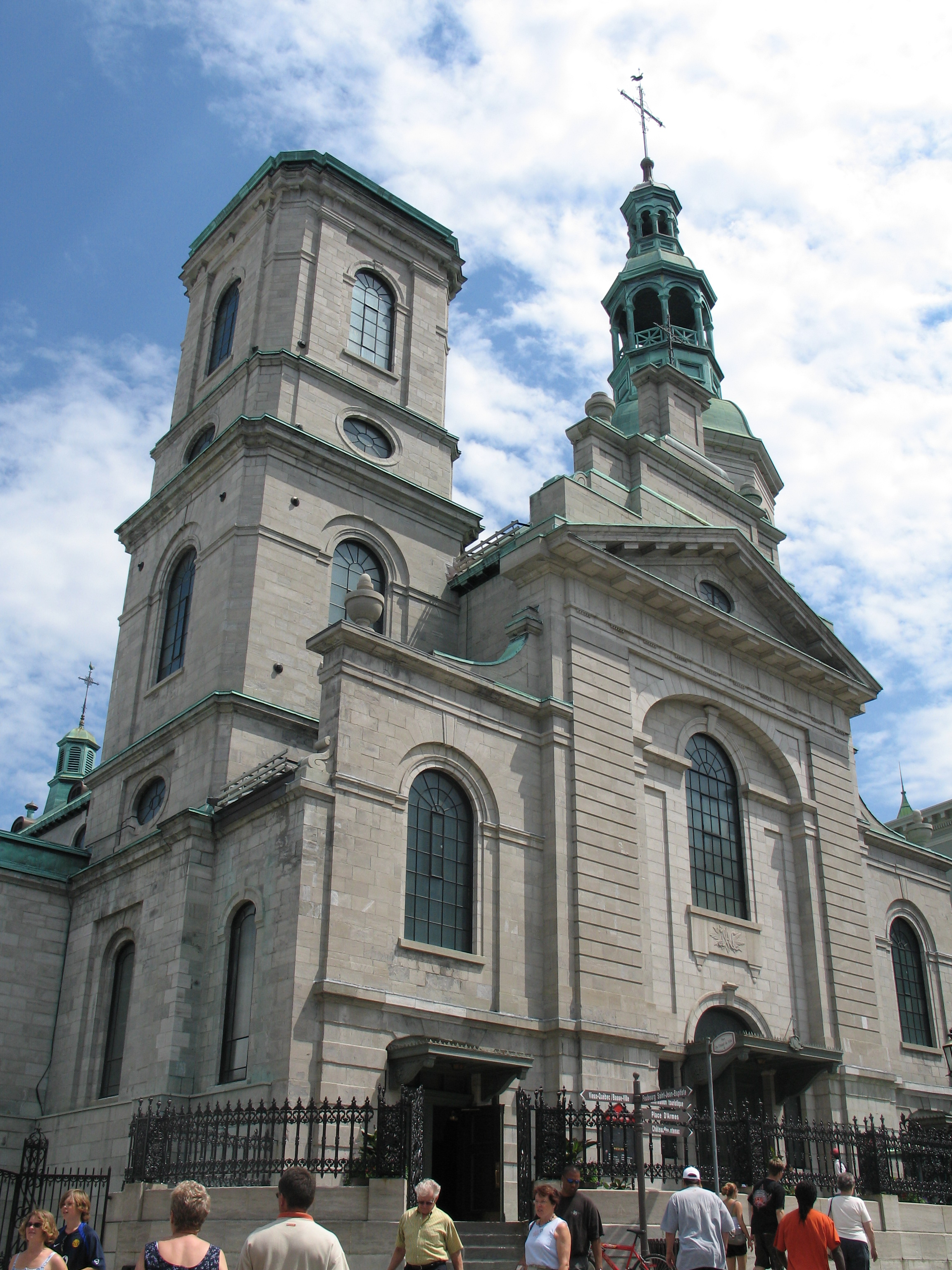
魁北克圣母圣殿主教座堂，北美首座乙级宗座圣殿

绝大部分的宗座圣殿均屬於乙级宗座圣殿，包括一些主教座堂，许多专门的堂区聖堂（Chiesa parrocchiale），一些朝拜堂（Fanum/Scrinium），一些修院或女修院教堂。一些圣堂（Oratorio）即半封闭的礼拜场所，已经被提升为乙级宗座圣殿，如蒙特利尔的聖若瑟圣堂。20世纪，世界上许多教堂都加入了乙级宗座圣殿行列。在20世纪末，聖座實施了更加严格的规定以使未来乙级宗座圣殿数量有所限制，比如主教座堂等级高于乙级宗座圣殿，故乙级宗座圣殿头衔今后将不再加于其上。
目前華語圈共有3座宗座聖殿，分別為臺灣高雄市的玫瑰聖母聖殿主教座堂（1859年由馬尼拉教區建立、1995年敕封）、台灣屏東縣的萬金聖母聖殿（1861年馬尼拉教區建立、1984年敕封）、以及中國大陸上海的佘山聖母進教之佑聖殿（1871年建立、1942年敕封）。